# Gramàtica sintagmàtica nuclear
La gramàtica sintagmàtica nuclear (Head-driven phrase structure grammar, o HPSG) és un tipus de gramàtica generativa. És no derivacional, és a dir, que no relaciona estructures de superfície amb estructures profundes tal com fa la gramàtica transformacional. Va ser desenvolupada per Carl Pollard i Ivan Sag el 1985, i se la considera la teoria successora de la gramàtica sintagmàtica generalitzada (Generalized phrase structure grammar, o GPSG) tot i que rescata aspectes de diverses teories semàntiques i gramaticals com la teoria de reacció i lligament (GBT) o la gramàtica lexico-funcional (LFG), entre d'altres. És àmpliament utilitzada en lingüística computacional i processament de llenguatges naturals.

## Generalitats del model
La unitat amb la que opera la HPSG és el signe lingüístic, especificat com un conjunt de trets fonètics (PHON) i sintàctico-semàntics (SYNSEM). Segons la configuració de certs trets, es poden distingir dos tipus de signe: paraula i sintagma.
La generació d'una frase és producte de la unificació de matrius de trets més simples (paraules tretes del lexicó) i la consegüent obtenció de matrius més complexes, on el nucli de cada matriu complexa configura els trets semàntics i sintàctics del signe lingüístic en la seva totalitat. La frase és considerada per tant el signe màxim, que sub-categoritza la informació dels signes més elementals que la conformen.
De manera similar que en la teoria de reacció i lligament, la gramaticalitat de la locució no segueix normes específiques per cada construcció, sinó de l'aplicació de certs principis generals.